# Лукувець (Отвоцький повіт)
Лукувець (пол. Łukówiec) — село в Польщі, у гміні Карчев Отвоцького повіту Мазовецького воєводства.
Населення — 399 осіб (2011).
У 1975-1998 роках село належало до Варшавського воєводства.

## Демографія
Демографічна структура станом на 31 березня 2011 року:
|          | Загалом | Допрацездатний вік | Працездатний вік | Постпрацездатний вік |
| -------- | ------- | ------------------ | ---------------- | -------------------- |
| Чоловіки | 188     | 38                 | 131              | 19                   |
| Жінки    | 211     | 51                 | 121              | 39                   |
| Разом    | 399     | 89                 | 252              | 58                   |